# Patricio Pazmiño Freire
Patricio Pazmiño Freire (19 de octubre de 1957 en Quito, Ecuador) es un abogado y jurista ecuatoriano. Fue Presidente de la Corte Constitucional del Ecuador.

## Perfil
Patricio Pazmiño Freire, doctor en Jurisprudencia y Abogado de la República del Ecuador, obtuvo un diploma Internacional sobre Gerencia Política, en el INCAE, Managua, Nicaragua; un masterado en Ciencias Sociales, de la Facultad Latinoamericana de Ciencias Sociales FLACSO-Ecuador; y es candidato a doctor (PhD) por la Universidad de Valencia, España.
Es quiteño, con una fuerte inclinación a la defensa de los derechos humanos en los segmentos poblacionales más vulnerables del país. Una de sus principales vocaciones es formar a las nuevas generaciones a través de la cátedra. Fue profesor invitado del Diploma Superior en Derechos Humanos (Universidad Estatal de Guayaquil, 2000), del curso de Diploma Superior en Derechos Humanos y Democracia (Pontificia Universidad Católica del Ecuador, 2001-2002), y del curso abierto en (Derechos Humanos (Universidad Andina Simón Bolívar), sede Ecuador, 2001-2002). Además docente de Maestría en Derechos Económicos, Sociales y Culturales (Universidad Andina Simón Bolívar, sede Ecuador y Bolivia 2001-2007); Docente de posgrado, Universidad Estatal de Guayaquil 2009-2011).
Ha sido asesor en derechos humanos y medio ambiente (Congreso Nacional 1994-1996); Coordinador Regional del Programa Derechos Humanos y poblaciones indígenas (Asociación Latinoamericana para los Derechos Humanos (ALDHU), 1996-1998); Coordinador General del Centro de Derechos Económicos y Sociales (CDES), 1999-2005; Consultor Internacional para la Evaluación del rol, impactos y desafíos de la cooperación europea y los derechos humanos de los pueblos indígenas en Santa Cruz, Bolivia. (Contrapartes: DIAKONIA, IBIS, OXFAM, 2005); Consultor para la Asamblea Nacional Constituyente de Bolivia. (Diakonia y Oxfam. Santa Cruz, Bolivia, 2006); y Director Nacional de Consultoría Legal de la Procuraduría General del Estado, 2007. Fue presidente del Tribunal Constitucional del Ecuador (2007-2008) y presidente de la Corte Constitucional del Ecuador para el período de Transición (2008-2012), y Fundador de la Red para un Constitucionalismo Democrático (2011).
Dentro de sus principales publicaciones se encuentran: "Aproximación al Nuevo Constitucionalismo. Debate sobre sus fundamentos", "Descifrando Caminos del Activismo Social al Derecho Constitucional", "Derecho, Orden Jurídico y Pueblos Indígenas", "Actuando juntos. Fortalecimiento del sistema interamericano de derechos humanos. AmicusCuriae. Caso 11.325 Baena Ricardo y otros con el gobierno de Panamá" (Coautor. CEDAL, Lima, 2000), "La deuda y los derechos humanos. En: Deuda Externa. Construyendo soluciones justas". (CDES. Quito, 2001.Coautor) y "La exigibilidad del derecho a la salud. Una petición ante el sistema interamericano de derechos humanos".
Su gestión ha merecido varios reconocimientos nacionales e internacionales el premio al Mérito Académico, Esmeraldas; la distinción otorgada por la Academia de Ciencia de la República Dominicana por la labor como jurista constitucional; y la Medalla Bicentenario, otorgada por el Senado de la República de Chile en reconocimiento al aporte realizado al desarrollo del pensamiento constitucional democrático en América Latina.

## Premios y reconocimientos
- Premio al Mérito Académico
- Medalla Bicentenario